# Hybopsis winchelli
Hybopsis winchelli е вид лъчеперка от семейство Шаранови (Cyprinidae).

## Разпространение
Видът е разпространен в САЩ.